# Dera Bassi
Dera Bassi (o Derabassi, Dera Basi, Basi) è una città dell'India di 15.690 abitanti, situata nel distretto di Sahibzada Ajit Singh Nagar, nello stato federato del Punjab. In base al numero di abitanti la città rientra nella classe IV (da 10.000 a 19.999 persone).

## Geografia fisica
La città è situata a 30° 35' 14 N e 76° 50' 34 E e ha un'altitudine di 297 m s.l.m..

## Società

### Evoluzione demografica
Al censimento del 2001 la popolazione di Dera Bassi assommava a 15.690 persone, delle quali 8.495 maschi e 7.195 femmine. I bambini di età inferiore o uguale ai sei anni assommavano a 2.059, dei quali 1.152 maschi e 907 femmine. Infine, coloro che erano in grado di saper almeno leggere e scrivere erano 11.954, dei quali 6.776 maschi e 5.178 femmine.